# Linea Enshū

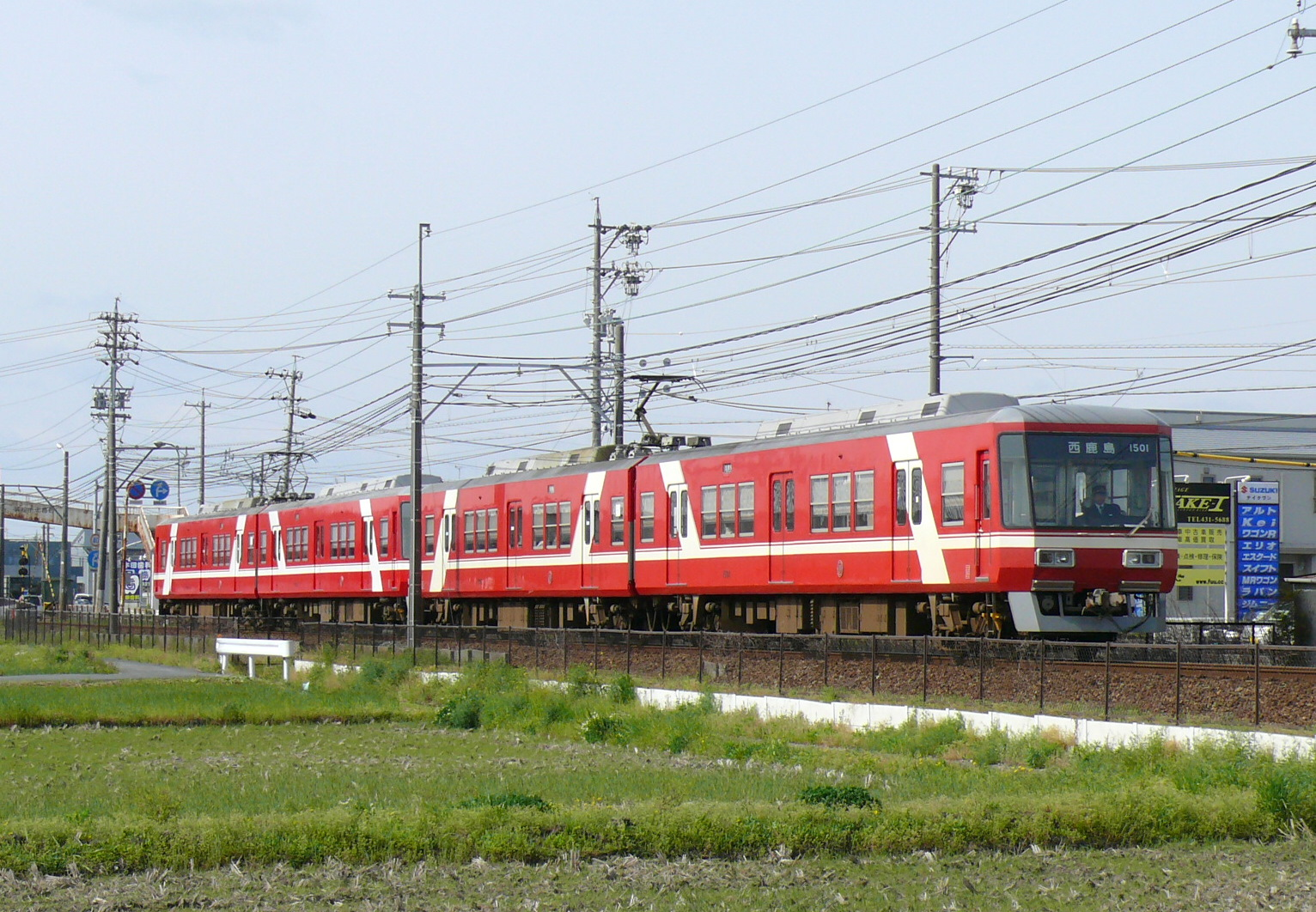
Un treno in corsa a quattro elementi durante l'ora di punta

La linea ferroviaria Enshū (遠州鉄道鉄道線?, Enshū Tetsudō-sen), gestita dalla Ferrovia Enshū, è una ferrovia urbana a scartamento ridotto elettrificata che unisce le stazioni di Shin-Hamamatsu e Nishi-Kajima, nella città di Hamamatsu della prefettura di Shizuoka in Giappone.
Per il colore rosso dei suoi treni, viene spesso chiamata  Akaden (あかでん?), che significa Il treno rosso, e i treni supportano i biglietti elettronici "NicePass" e "ET Card".

## Servizi
Sulla linea circolano treni ogni 12 minuti per tutto il giorno, tranne che dalle 6 alle 7 e dalle 21 alle 23, dove la frequenza è leggermente diminuita. I treni sono composti generalmente da due elementi, ma nell'ora di punta circolano treni a quattro casse.

## Stazioni
- Tutte le stazioni si trovano a Hamamatsu, nella prefettura di Shizuoka
- Tutti i treni fermano in tutte le stazioni

| Stazione          | Stazione     | Dist. | Collegamenti                                                                                       | Posizione   |
| ----------------- | ------------ | ----- | -------------------------------------------------------------------------------------------------- | ----------- |
| Shin-Hamamatsu    | 新浜松       | 0.0   | JR Central: Linea principale Tōkaidō Tōkaidō Shinkansen (entrambe presso la stazione di Hamamatsu) | Naka-ku     |
| Dai-Ichi Dōri     | 第一通り     | 0.5   | | Naka-ku     |
| Enshū Byōin       | 遠州病院     | 0.8   | | Naka-ku     |
| Hachiman          | 八幡         | 1.6   | | Naka-ku     |
| Sukenobu          | 助信         | 2.4   | | Naka-ku     |
| Hikuma            | 曳馬         | 3.4   | | Naka-ku     |
| Kamijima          | 上島         | 4.5   | | Naka-ku     |
| Jidōsha-Gakkō-Mae | 自動車学校前 | 5.3   | | Higashi-ku  |
| Saginomiya        | さぎの宮     | 6.6   | | Higashi-ku  |
| Sekishi           | 積志         | 7.8   | | Higashi-ku  |
| Enshū-Nishigasaki | 遠州西ヶ崎   | 9.2   | | Higashi-ku  |
| Enshū-Komatsu     | 遠州小松     | 10.2  | | Hamakita-ku |
| Hamakita          | 浜北         | 11.2  | | Hamakita-ku |
| Misono-Chūō-kōen  | 美薗中央公園 | 12.0  | | Hamakita-ku |
| Enshū-Kobayashi   | 遠州小林     | 13.3  | | Hamakita-ku |
| Enshū-Shibamoto   | 遠州芝本     | 15.0  | | Hamakita-ku |
| Enshū-Gansuiji    | 遠州岩水寺   | 16.3  | | Hamakita-ku |
| Nishi-Kajima      | 西鹿島       | 17.8  | Ferrovia Tenryū Hamanako                                                                           | Tenryū-ku   |